# Karlo Devetak
Karlo Devetak (tudi Devetti), slovenski sociolog, politik in družbeni delavec, * 1. julij 1957, Vrh sv. Mihaela, Italija.

## Življenje in delo
Slovensko osnovno šolo je obiskoval v rojstnem kraju (1963-1968), nižjo srednjo (1968-1971) in klasični licej (1971-1976) pa v Gorici. Študij je nadaljeval na Fakulteti za sociologijo, politične vede in novinarstvo v Ljubljani kjer je leta 1981 diplomiral pri Ernestu Petriču z diplomsko nalogo Pravno varstvo slovenske manjšine v Italiji: Primerjava med zakonskimi predlogi za zaščito slovenske manjšine v deželi Furlaniji - Julijski krajini. Po končanem študiju je v letih 1981−84 služboval v uredništvu Primorskega dnevnika, 1984 pa je postal odgovoren za sedež Slovenskega raziskovalnega inštituta v Gorici, ter od 1988 pri inštitutu sodeloval kot zunanji sodelavec. Leta 1990 se je zaposlil pri Tržaški kreditni banki, kjer je bil odgovoren za trženje. V času, ko je služboval pri slovenskem raziskovalnem inštitutu, je raziskoval volilno obnašanje Slovencev v Italiji. Iz teh študijev je nastala disertacija Tendenze del comportamento elletorale degli Sloveni in Italia, s katero je 1988 pri Darku Bratini doktoriral na Univerzi v Trstu. V disertaciji je predvsem pomembna ugotovitev obstoja tako imenovane »sive cone«, to je oseb, ki govorijo slovensko, na zunaj pa ne pokažejo svoje slovenske nacionalne pripadnosti.
V politiko je vstopil, ko je bil v letih 1973−75 predstavnik dijakov na liceju in 1974-75  predsednik Mladinskega centra v Gorici. Leta 1977 je v Ljubljani obnovil delovanje kluba zamejskih študentov, ki je združeval zamejske študente na ljubljanski Univerzi iz Avstrije, Italije in Madžarske. Je član Slovenske kulturno-gospodarske zveze.